# Dreetz (Brandenburg)
Dreetz er en by i landkreis
Ostprignitz-Ruppin i den tyske delstat Brandenburg.
Dreetz ligger mellem Neustadt (Dosse) og Friesack i Naturschutzgebiet Dreetzer See. Kommunen hører til Amt Neustadt (Dosse).

## Bydele og bebyggelser

### Bydele
- Dreetz
- Giesenhorst
- Bartschendorf
- Michaelisbruch
- Siegrothsbruch

### Bebyggelser
- Baselitz
- Blumenaue
- Böhls Plan
- Fischershof
- Koseshof
- Lüttgendreetz
- Mühlenland
- Schäferberg
- Schulsiedlung
- Sterns Plan
- Treuhorst
- Waldsiedlung
- Webers Plan
- Wolfs Plan
- Zietensaue